# Kratzbaum

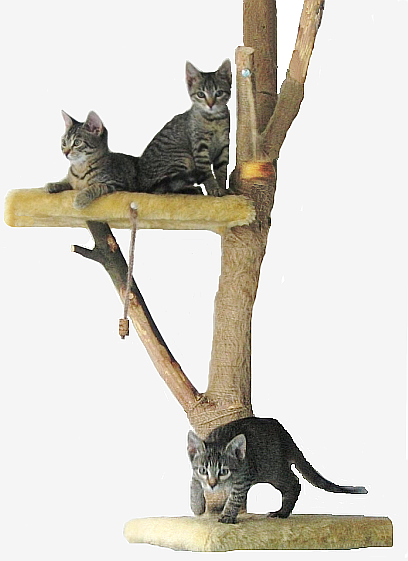
Hauskatzen an einem Kratzbaum

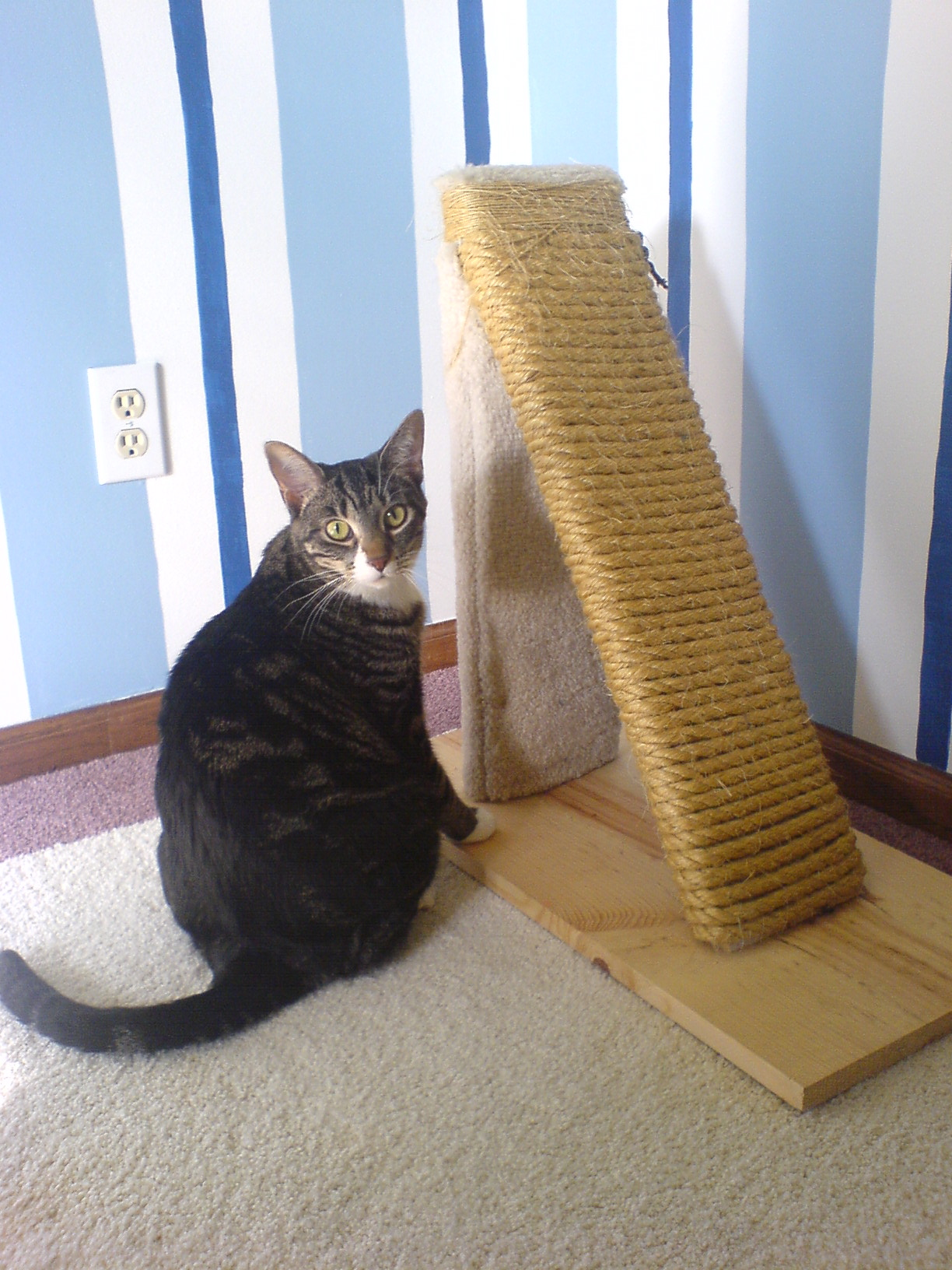
Katze mit Kratzbrett

Ein Kratzbaum ist ein meist mit Faserstoffen  (z. B. Sisal) verkleidetes, aufrecht stehendes Möbelstück für Katzen, welches zum Wetzen der Krallen dient. Manche höherwertigen Modelle verfügen auch über Elemente aus Naturholz (Rinde, Vollholz) oder Banana-Leaf (geflochtenes Bananenblatt in Korboptik). Katzenkratzbäume gibt es freistehend oder aber mit Wand- bzw. Deckenhalterung, um zusätzliche Stabilität zu gewährleisten.
Die Funktion des Kratzbaums besteht darin, einer in der Wohnung gehaltenen Katze eine Möglichkeit zur Befriedigung ihres Triebs zu geben, die Krallen durch Wetzen kurz zu halten, ohne dass hierbei größere Schäden an der Wohnungseinrichtung entstehen. Außerdem bieten Katzenkratzbäume Liegeflächen und Rückzugspunkte, sodass Katzen artgerecht ihre Umgebung aus sicherer Entfernung und von oben überschauen können.
Häufig werden anstatt Kratzbäumen auch Kratzbretter, Kratzecken oder Kratztonnen verwendet, große Kratzbäume nennt man auch Kletterbaum. Optisch können diese Kratzmöbel ganz unterschiedlich aussehen. Manche Menschen bauen sich auch selbst Kratzbäume z. B. in der Form eines Kaktus-Kletterbaums.